# Europaspiele 2015/Teilnehmer (Andorra)
| Gelbes Symbol für Goldmedaillen mit stilisierten Olympischen Ringen | Graues Symbol für Silbermedaillen mit stilisierten Olympischen Ringen | Braundes Symbol für Bronzemedaillen mit stilisierten Olympischen Ringen |
| ------------------------------------------------------------------- | --------------------------------------------------------------------- | ----------------------------------------------------------------------- |
| —                                                                   | —                                                                     | —                                                                       |

Andorra nahm in Baku an den Europaspielen 2015 teil. Vom Comitè Olímpic Andorrà wurden 31 Athleten in sechs Sportarten nominiert.

## Basketball 3x3
| Athleten                                                                                            | Gruppenphase                                       | Achtelfinale | Achtelfinale | Viertelfinale | Viertelfinale | Halbfinale | Halbfinale | Finale/Spiel um Bronze | Finale/Spiel um Bronze | Rang |
| Athleten                                                                                            | Gruppenphase                                       | Gegner       | Ergebnis     | Gegner        | Ergebnis      | Gegner     | Ergebnis   | Gegner                 | Ergebnis               | Rang |
| --------------------------------------------------------------------------------------------------- | -------------------------------------------------- | ------------ | ------------ | ------------- | ------------- | ---------- | ---------- | ---------------------- | ---------------------- | ---- |
| Männer                                                                                              |                                                    |              |              |               |               |            |            |                        |                        |      |
| Rafael Casals Roy Jordi Fernández Vilarrubla Josep Oriol Fernandez Vilarrubla Cinto Gabriel Morilla | Schweiz 16:10 Tschechien 11:20 Aserbaidschan 14:20 | Litauen      | 14:19        | –             | –             | –          | –          | –                      | –                      |      |

## Judo
| Athleten           | Wettbewerb       | 1. Runde | 1. Runde | 2. Runde       | 2. Runde  | Achtelfinale | Achtelfinale | Viertelfinale | Viertelfinale | Hoffnungsrunde Halbfinale | Hoffnungsrunde Halbfinale | Halbfinale | Halbfinale | Hoffnungsrunde Finale | Hoffnungsrunde Finale | Finale / Kampf um Bronze | Finale / Kampf um Bronze | Rang |
| Athleten           | Wettbewerb       | Gegner   | Ergebnis | Gegner         | Ergebnis  | Gegner       | Ergebnis     | Gegner        | Ergebnis      | Gegner                    | Ergebnis                  | Gegner     | Ergebnis   | Gegner                | Ergebnis              | Gegner                   | Ergebnis                 | Rang |
| ------------------ | ---------------- | -------- | -------- | -------------- | --------- | ------------ | ------------ | ------------- | ------------- | ------------------------- | ------------------------- | ---------- | ---------- | --------------------- | --------------------- | ------------------------ | ------------------------ | ---- |
| Frauen             |                  |          |          |                |           |              |              |               |               |                           |                           |            |            |                       |                       |                          |                          |      |
| Laura Salles Lopez | Klasse bis 63 kg | –        | –        | Nina Milosevic | 0002-0011 | –            | –            | –             | –             | –                         | –                         | –          | –          | –                     | –                     | –                        | –                        |      |

## Leichtathletik
| Athleten                                                                                | Wettbewerb           | Finale           | Finale           | Finale           |
| Athleten                                                                                | Wettbewerb           | Zeit/Weite       | Rang             | Punkte           |
| --------------------------------------------------------------------------------------- | -------------------- | ---------------- | ---------------- | ---------------- |
| Frauen                                                                                  |                      |                  |                  |                  |
| Silvia Felipo Sune                                                                      | 3000 m               | 11:31,43 min     | 11               | 4                |
| Silvia Felipo Sune                                                                      | 5000 m               | nicht angetreten | nicht angetreten | nicht angetreten |
| Maria Gomez Cabeza                                                                      | Kugelstoßen          | 7,41 m           | 12               | 3                |
| Maria Gomez Cabeza                                                                      | Stabhochsprung       | 2,00 m           | 9                | 5,5              |
| Clàudia Gurí Moreno                                                                     | Dreisprung           | 11,90 m          | 8                | 7                |
| Clàudia Gurí Moreno                                                                     | Hochsprung           | 1,74 m           | 6                | 8,5              |
| Clàudia Gurí Moreno                                                                     | Weitsprung           | 5,27 m           | 11               | 4                |
| Laia Isus Vilaprino                                                                     | 800 m                | 2:20,75 min      | 11               |                  |
| Laia Isus Vilaprino                                                                     | 1500 m               | 4:46,10 min      | 9                | 6                |
| Cristina Llovera                                                                        | 100 m                | 12,34 s          | 8                | 7                |
| Cristina Llovera                                                                        | 200 m                | 25,61 s          | 10               | 5                |
| Maria Morato Canabate                                                                   | 400 m                | 1:07,92 min      | 14               | 1                |
| Maria Morato Canabate                                                                   | Speerwurf            | 17,58 m          | 13               | 2                |
| Ainara Revuelta Pellicer                                                                | 100 m Hürden         | 18,72 s          | 11               | 4                |
| Ainara Revuelta Pellicer                                                                | 400 m Hürden         | 1:11,72 min      | 13               | 2                |
| Elena Villalon Aguado                                                                   | Diskuswurf           | 21,27 m          | 13               | 2                |
| Elena Villalon Aguado                                                                   | Hammerwurf           | 36,81 m          | 8                | 7                |
| Maria Gomez Cabeza Claudia Guri Moreno Cristina Llovera Maria Morato Canabate           | 4 × 100 m            | 50,76 s          | 8                | 7                |
| Maria Gomez Cabeza Cristina Llovera Maria Morato Canabate Ainara Revuelta Pellicer      | 4 × 400 m            | 4:17,57 min      | 10               | 5                |
| Männer                                                                                  |                      |                  |                  |                  |
| Manuel dos Prazeres Alves Fernandes Pita                                                | 3000 m               | 9:02,65 min      | 11               | 4                |
| Manuel dos Prazeres Alves Fernandes Pita                                                | 5000 m               | 15:29,56 min     | 10               | 5                |
| Mikel de Sa Gomes                                                                       | 100 m                | 11,52 s          | 12               | 3                |
| Mikel de Sa Gomes                                                                       | 200 m                | 22,94 s          | 11               | 4                |
| Rodrigo Nahuel Llados Ochoa                                                             | Hammerwurf           | 35,72 s          | 11               | 4                |
| Rodrigo Nahuel Llados Ochoa                                                             | Speerwurf            | 35,84 s          | 12               | 3                |
| Daniel Augusto Maciel Barbosa                                                           | 400 m                | 56,12 s          | 14               | 1                |
| Moises Miret Gutierrez                                                                  | Dreisprung           | 11,85 m          | 13               | 2                |
| Moises Miret Gutierrez                                                                  | Hochsprung           | 1,75 m           | 10               | 4                |
| Moises Miret Gutierrez                                                                  | Weitsprung           | 5,86 m           | 14               | 1                |
| Pol Moya Betriu                                                                         | 800 m                | 1:54,88 min      | 9                | 6                |
| Pol Moya Betriu                                                                         | 1500 m               | 4:04,55 min      | 10               | 5                |
| Unai Olea Perez                                                                         | Diskuswurf           | 37,58 m          | 12               | 3                |
| Unai Olea Perez                                                                         | Kugelstoßen          | 10,87 m          | 13               | 2                |
| Leonard Sangra Touceda                                                                  | 110 m Hürden         | 37,58 m          | 12               | 3                |
| Josep Sansa Bullich                                                                     | 400 m Hürden         | 1:04,17 min      | 12               | 3                |
| Josep Sansa Bullich                                                                     | 3000 m Hindernislauf | 9:50,06 min      | 10               | 5                |
| Mikel de Sa Gomes Moises Miret Gutierrez Leonard Sangra Touceda Miquel Vilchez Vendrell | 4 × 100 m            | 43,23 s          | 10               | 5                |
| Mikel de Sa Gomes Daniel Augusto Maciel Barbosa Pol Moya Betriu Miquel Vilchez Vendrell | 4 × 400 m            | 3:36,47 min      | 12               | 3                |

Endplatzierung
| Team    | Wettkampf  | Finale | Finale |
| Team    | Wettkampf  | Punkte | Rang   |
| ------- | ---------- | ------ | ------ |
| Andorra | Mixed Team | 162    | 11     |

## Radsport

### Straße
| Athleten              | Wettbewerb    | Zeit                 | Rang                 |
| --------------------- | ------------- | -------------------- | -------------------- |
| Frauen                |               |                      |                      |
| David Albos Cavaliere | Straßenrennen | Rennen nicht beendet | Rennen nicht beendet |
| David Albos Cavaliere | Einzelfahrt   | 1:07:45,73           | 32                   |

## Schießen
| Athleten                | Klasse  | Wettbewerb       | Qualifikation   | Qualifikation | Finale          | Finale | Rang |
| Athleten                | Klasse  | Wettbewerb       | Ringe/ Scheiben | Rang          | Ringe/ Scheiben | Rang   | Rang |
| ----------------------- | ------- | ---------------- | --------------- | ------------- | --------------- | ------ | ---- |
| Frauen                  |         |                  |                 |               |                 |        |      |
| Esther Barrugues Alvina | Pistole | Luftpistole 10 m | 396,1           | 38            | –               | –      |      |

## Wassersport

### Schwimmen
Hier fanden Jugendwettbewerbe statt. Bei den Männern ist das die U19 (Jahrgang 1997).
| Athleten              | Wettbewerb     | Vorlauf | Vorlauf | Halbfinale | Halbfinale | Finale | Finale | Rang |
| Athleten              | Wettbewerb     | Zeit    | Rang    | Zeit       | Rang       | Zeit   | Rang   | Rang |
| --------------------- | -------------- | ------- | ------- | ---------- | ---------- | ------ | ------ | ---- |
| Männer                |                |         |         |            |            |        |        |      |
| Eric Fernández Malvar | 50 m Freistil  | 24,82 s | 52      | –          | –          | –      | –      |      |
| Eric Fernández Malvar | 100 m Freistil | 55,58 s | 62      | –          | –          | –      | –      |      |
| Eric Fernández Malvar | 50 m Brust     | 32,62 s | 44      | –          | –          | –      | –      |      |